# Cambará (kommun)
Cambará är en kommun i Brasilien.   Den ligger i delstaten Paraná, i den södra delen av landet, 800 km söder om huvudstaden Brasília. Antalet invånare är 23 871.
Följande samhällen finns i Cambará:
- Cambará

Trakten runt Cambará består till största delen av jordbruksmark. Runt Cambará är det ganska tätbefolkat, med 62 invånare per kvadratkilometer.